# Haoulawal Zarma
Haoulawal Zarma (auch Aoulaol, Haoulawa Jerma, Haoulawal, Haoulawal Djerma) ist ein Dorf in der Stadtgemeinde Birni N’Gaouré in Niger.

## Geographie
Das von einem traditionellen Ortsvorsteher (chef traditionnel) geleitete Dorf liegt am Rand des Trockentals Dallol Bosso. Es befindet sich rund elf Kilometer südöstlich des urbanen Zentrums von Birni N’Gaouré, der Hauptstadt des Departements Boboye, das zur Region Dosso gehört. Zu den Siedlungen in der näheren Umgebung von Haoulawal Zarma zählen Karra im Nordwesten, Kourfaré im Norden und Fandou Bali Bali im Südwesten.
Es herrscht das Klima der Sudanzone vor, mit einer durchschnittlichen jährlichen Niederschlagsmenge zwischen 600 und 700 mm.

## Geschichte
Die Hilfsorganisation World Vision Inc. errichtete in Haoulawal Zarma mehrere Brunnen mit Handpumpe, die im Oktober 2016 fertiggestellt wurden.

## Bevölkerung
Bei der Volkszählung 2012 hatte Haoulawal Zarma 764 Einwohner, die in 128 Haushalten lebten. Bei der Volkszählung 2001 betrug die Einwohnerzahl 598 in 79 Haushalten und bei der Volkszählung 1988 belief sich die Einwohnerzahl auf 1165 in 140 Haushalten.

## Wirtschaft und Infrastruktur
Mit einem Centre de Santé Intégré (CSI) ist ein Gesundheitszentrum im Ort vorhanden. Es gibt eine Schule.